# Anton Balasingham
 (avril 2019).
Si vous disposez d'ouvrages ou d'articles de référence ou si vous connaissez des sites web de qualité traitant du thème abordé ici, merci de compléter l'article en donnant les références utiles à sa vérifiabilité et en les liant à la section « Notes et références ».
Anton Balasingham est un homme politique sri-lankais de l'ethnie des Tamouls, né le 4 mars 1938 à Batticaloa et mort d'un cancer à Londres, le 14 décembre 2006, à l'âge de 68 ans.
Il était l'idéologue et la tête pensante des Tigres de libération de l'Eelam tamoul (LTTE). Il avait un diplôme de docteur en Sciences sociales et se définissait comme « la voix de Mr. Prabhakaran » dont il écrivait les discours. Depuis des années, il vivait à Londres, où il avait obtenu la nationalité britannique.
Moins charismatique que Velupillai Prabhakaran, le chef du mouvement des rebelles, il formait avec lui une direction à double tête. Anton était le plus modéré, ils n'avaient pas toujours la même position sur la stratégie à suivre. Balasingham avait forcé les choses lorsqu'il avait annoncé que le LTTE était prête à accepter un État fédéral au Sri Lanka, renonçant de fait à un territoire tamoul indépendant, contre une véritable autonomie : « Si Rajapakse n'accepte pas l'aspiration des Tamouls à une large autonomie, il ne nous restera pas d'alternative que de réclamer l'indépendance. »
Selon le message de Velupillai Prabhakaran : « Il était à l'origine de la force inébranlable qui sous-tend les efforts diplomatiques et politiques de notre mouvement de libération (...) C'est une perte irremplaçable pour notre nation et pour moi-même (...) Il en était le plus ancien membre, son idéologue, son philosophe (...) » Les Tigres ont décrété trois jours de deuil pour tous les Tamouls sri lankais sur l'île et dans la diaspora.